# پسندال
پَسِنْدال (به فرانسوی: Passchendaele) یک منطقهٔ مسکونی در بلژیک است که در زونوبوک واقع شده‌است. پساندل ۲۲٫۲۲ کیلومتر مربع مساحت و ۲٬۹۲۸ نفر جمعیت دارد.